# Калиграф, Надежда Фёдоровна
Надежда Федоровна Калиграф (ок. 1752 года — 1813 год) — московская драматическая актриса, на сцене была с 1769 года.

## Биография
Сведения о жизни носят неточный характер. Родилась примерно в 1752 году. Её имя впервые упоминается в составе труппы Московского публичного театра в сентябре 1769 года. В 1780 году Калиграф овдовела и вскоре стала гражданской женой Якова Емельяновича Шушерина, с которым в 1785 была приглашена на Санкт-Петербургскую придворную сцену, где играла с ноября 1785 года по август 1791 года. Затем оба вернулись в Москву, но с января 1801 года служили в Санкт-Петербурге. Калиграф уволена на пенсион в 1806 году. После выхода на пенсион Шушерина в 1810 году вернулась с мужем в Москву. Обладала выгодными внешними данными и «сильными средствами» для воплощения сложных драматических характеров («была бы отличною Медеею, Клитемнестрою и Гермионою»), «но способностей своих она не могла развить вполне по недостатку ролей, им соответственных» в репертуаре (С. П. Жихарев). Калиграф «была известною актрисою на роли злодеек» (С. Т. Аксаков), лучшая из них – леди Марвуд («Мисс Сара Сампсон» Г. Э. Лессинга, 1789), в которой она «в технике оставляла всех своих сослуживцев далеко позади себя» (И. Рихтер). Среди других ролей: Амелия, молодая вдова («Луиза» в переводе с французского языка А. Плещеева), госпожа Разладова («Ревнивые, или Никто не прав» Л. Шрёдера, вольный перевод с немецкого А. Ф. Малиновского), графиня Разумова («Отец семейства» Н. Н. Сандунова).

## Семья
Муж — Иван Иванович Калиграф (1744—1780), московский драматический актёр, сначала в Москве, а затем в Санкт-Петербурге.